# 中国铁路NX70系列平车

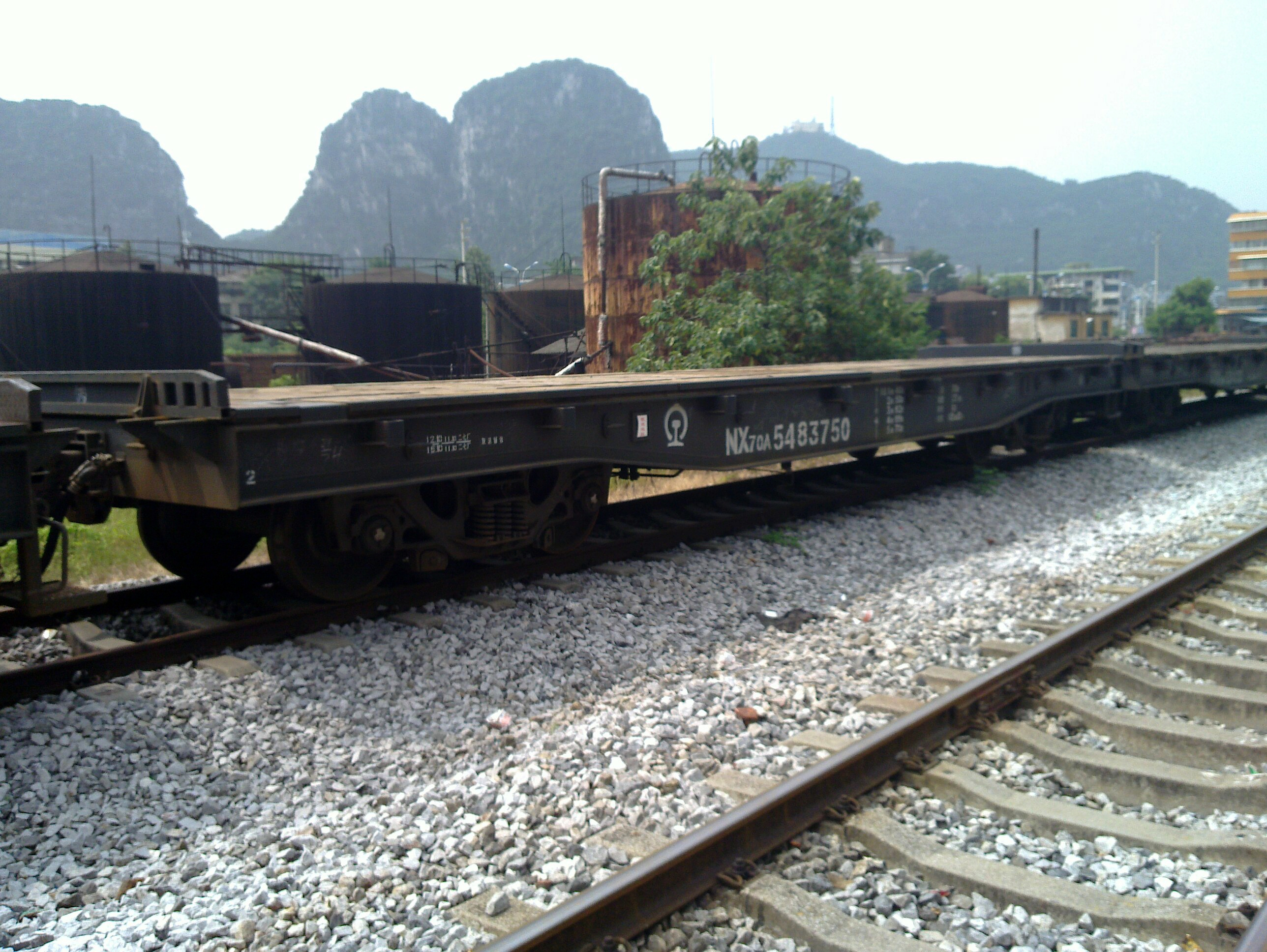
一节NX70A平车停放在桂林南站

NX70系列平车是中国铁路的一种平车，该款平车同时还能装载集装箱。

## 技术数据
- 轨距(mm)：1,435
- 载重(t)：70(均布)
- 底架长度(mm)：15,400
- 自重(t)：23.8
- 底架宽度(mm)：2,960
- 车钩：E级钢17型车钩或新型车钩
- 车辆长度(mm)：16,366
- 转向架型式：转K5、K6
- 车钩中心线距轨面高(空车)(mm)：880
- 商业运行速度(km/h)：120
- 国际集装箱装载面距轨面高(空车)(mm)：1,216
- 制动系统：120型空气制动机系统
- 车辆定距(mm)：10,920 限界符合GB146.1-83《标准轨距铁路机车车辆限界》的规定[2]